# 2017年美国海军陆战队KC-130空难
2017年7月10日，美国海军陆战队一架由C-130运输机改装的KC-130加油机在飞行途中坠毁，机上共计16人全数罹难。飞机残骸在密西西比州的利福勒郡被发现。目前事故原因还在调查之中。海军陆战队在随后的声明中将空难界定为“不幸的事故”。
此次空难和2016年洛克哈特熱氣球墜毀事故中丧生的人数相同，是自2009年科尔根航空3407号班机空难以来，美国本土发生的最严重的飞行事故，后者造成50人丧生。同时也是自1962年以来，国家运输安全委员会记录在案的，密西西比州发生的最严重的飞行事故。